# Flugplatz Hettstadt

i7
i11
i13

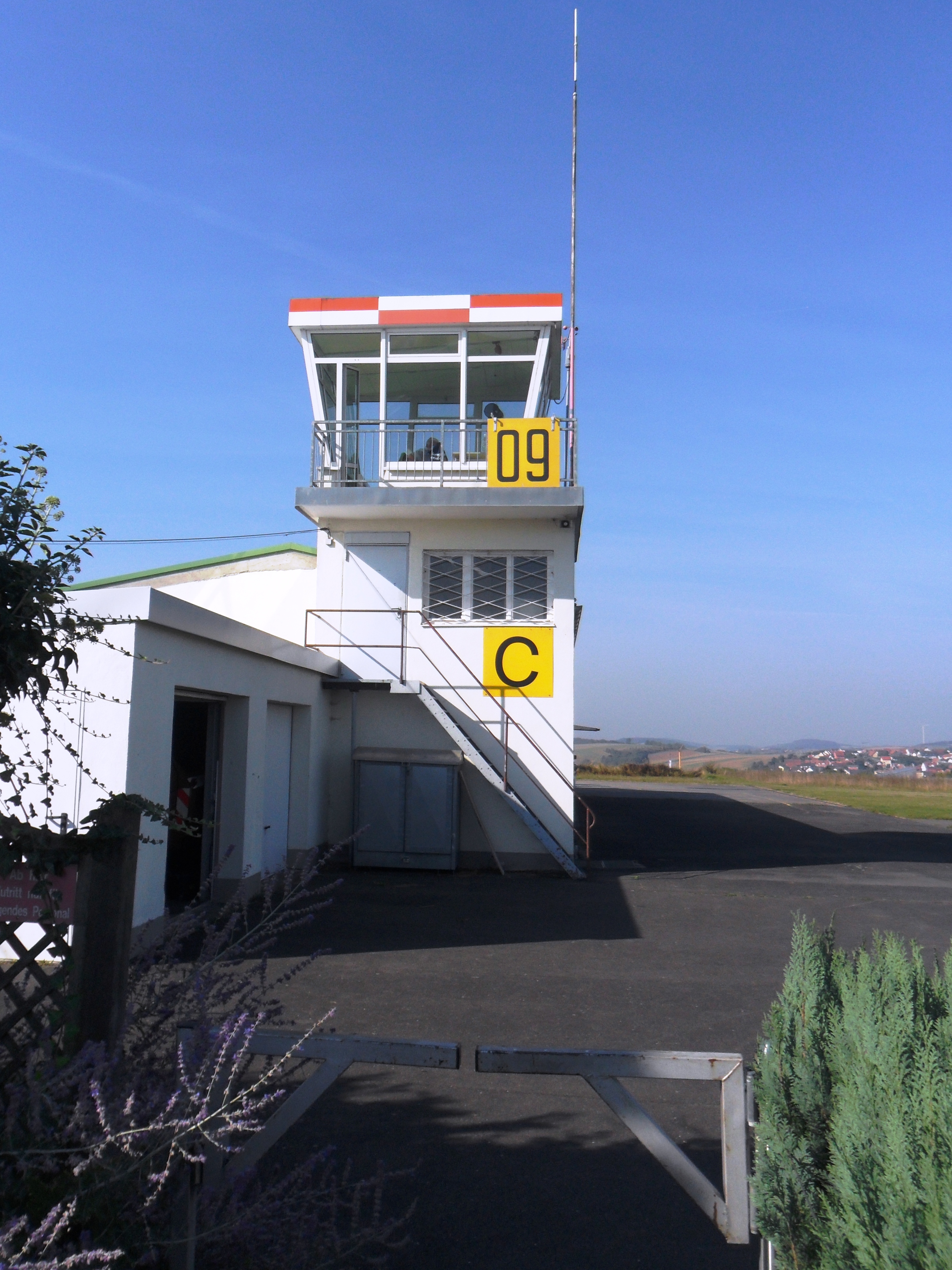
Tower des Flugplatzes Hettstadt (2016)

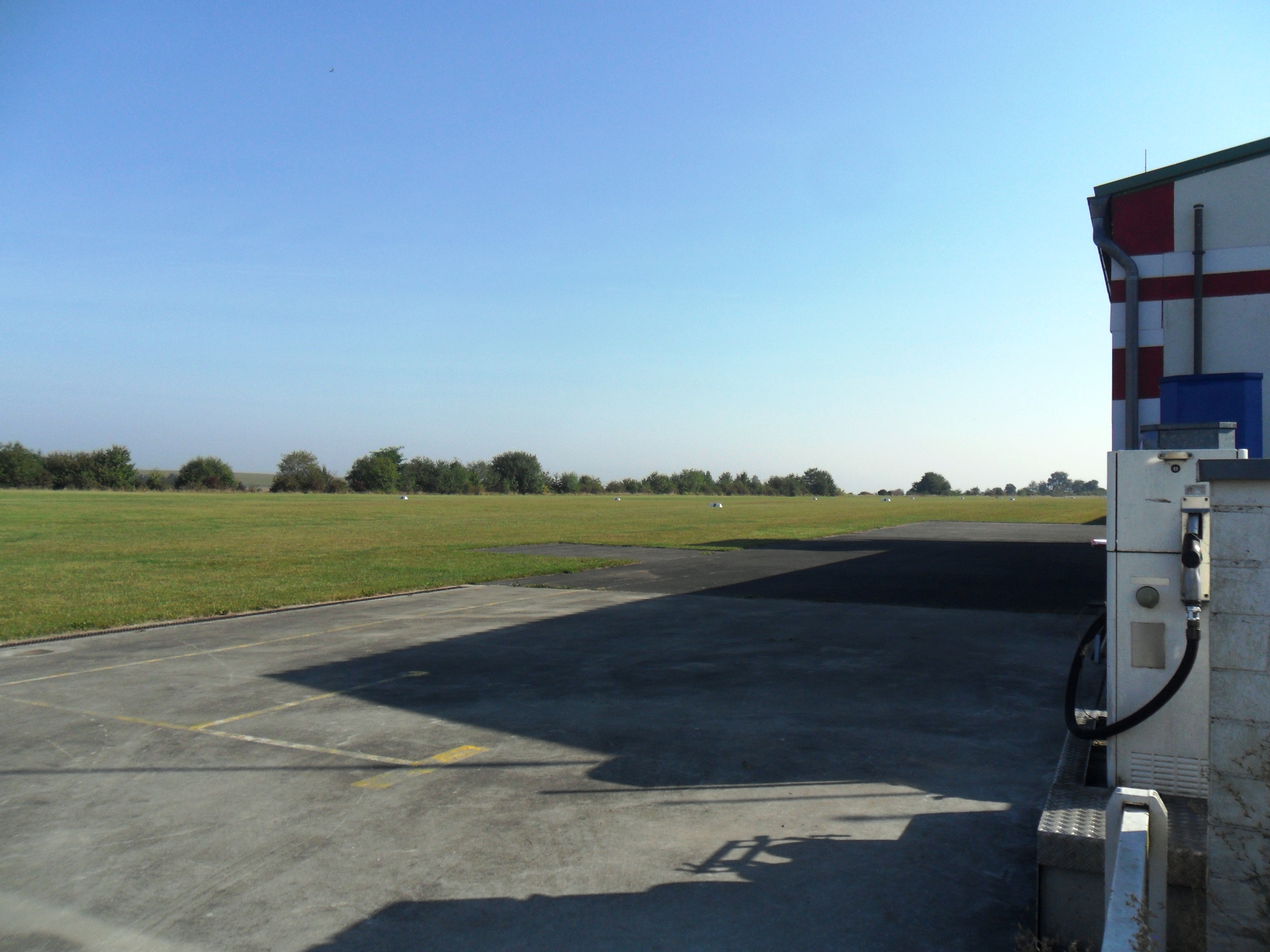
Rollfeld und Tankstelle (2016)

Der Flugplatz Hettstadt (ICAO-Code: EDGH) ist ein Sonderlandeplatz der unterfränkischen Gemeinde Hettstadt. Er wird von der Fluggruppe Hermann Köhl e. V. betrieben.

## Geografie
Der Flugplatz liegt einen Kilometer östlich des historischen Ortskernes von Hettstadt im Flurstück Hettstadter Grund auf einer Höhe von 320 m ü. NN. Drei Kilometer östlich befindet sich Zell am Main.
Naturräumlich liegen östlich das Maindreieck und westlich der Spessart. Knapp zehn Kilometer südlich verläuft die Landesgrenze zu Baden-Württemberg.

## Geschichte
Bereits 1937 hatte Hettstadt 55 Hektar seiner Gemarkung für einen zum Üben von Bombenabwürfen genutzten Flugübungsplatz „hinter dem Tännig“ abgetreten (Hierzu wurde das Grundstück im Juli 1937 im Gasthaus zur Krone notariell dem Reichsfiskus überschrieben). Auch Oberleinach musste 70 ha seiner Gemarkung an den „Fliegerübungsplatz Hettstadt“ abtreten. Die Fluggruppe Hermann Köhl wurde 1960 gegründet, das Fluggelände zunächst gepachtet und in den Folgejahren stets weiter ausgebaut. Seit 1976 ist der Flugplatz ein Standort der Luftrettungsstaffel Bayern und 1977 erfolgte die unbefristete Zulassung als Sonderlandeplatz.

## Flugplatz und Ausstattung
Der Flugplatz ist für Luftfahrzeuge aller Art bis 2000 kg Höchstabfluggewicht (MTOW) zugelassen. Der Eigentümer und Betreiber ist die Fluggruppe Hermann Köhl e. V. 
Es bestehen mehrere Wirtschaftsgebäude, ein Turm (Frequenz 122,430 MHz), Hangars, ein Clubheim und eine Tankmöglichkeit.

## Zwischenfälle
- Am 29. Juli 2001 verunglückte eine C.A.S.A. 1.131E durch einen Triebwerksausfall kurz nach dem Start. Das Fluggerät überschlug sich bei der Notlandung und wurde schwer beschädigt.[6]:8
- Im Juni 2008 verfehlte ein Ultraleichtflugzeug wegen nicht angepasster Landegeschwindigkeit die Landebahn, havarierte an der Staatsstraße und stürzte in einen Acker.[7]
- Am 24. September 2017 ereignete sich eine Bruchlandung einer mit zwei Personen besetzten Piper 28. Der Pilot und sein Fluglehrer wurden hierbei verletzt, die Maschine schwer beschädigt.[8][9][10]
- Am 25. November 2024 stürzte der einmotorige Schulterdecker Cessna 172N Skyhawk II D-EOMG auf die naheliegende Staatsstraße 2298,[11] nachdem der 76-jährige Pilot die Kontrolle über das Flugzeug verlor.[12] Es wurde niemand verletzt.

## Verkehr
Unmittelbar südlich des Flugplatzes verläuft die Staatsstraße St 2298, die östlich zu der Bundesstraße 27 hin anschließt. Der ÖPNV bedient den Flugplatz nicht direkt, die nächstgelegenen Zustiegsmöglichkeiten zu der Buslinie 48 des WVV bestehen in Hettstadt oder in Waldbüttelbrunn.